# Wang Chonghui
Wang Chonghui (ur. 1881, zm. 1958) – chiński polityk, w 1922 tymczasowy premier rządu Republiki Chińskiej.

## Życiorys
Urodził się w 1881 roku.
Sprawował urząd premiera Republiki Chińskiej od 5 sierpnia 1922, kiedy to zastąpił na stanowisku Yan Huiqing, przez cztery miesiące do 29 listopada 1922. Jego następcą został Wang Daxie.
Wang Chonghui zmarł w 1958 roku.